# Trox contractus
Trox contractus es una especie de escarabajo del género Trox, familia Trogidae. Fue descrita científicamente por Robinson en 1940.
Se distribuye por la ecozona del Neártico. Habita en los Estados (estado de Texas). Es posible que se encuentre en noreste de México.